# Средняя Тамышевка

Средняя Тамышевка — река в России, протекает в Зуевском и Белохолуницком районах Кировской области. Устье реки находится в 22 км по правому берегу реки Тамышевка. Длина реки составляет 13 км.
Исток реки в западной части Верхнекамской возвышенности юго-восточнее посёлка Майский в 26 км к северо-востоку от города Зуевка. Верхнее течение реки лежит в Зуевском районе, нижнее — в Белохолуницком. Течёт на северо-запад, всё течение проходит по ненаселённому лесному массиву.

## Данные водного реестра
По данным государственного водного реестра России относится к Камскому бассейновому округу, водохозяйственный участок реки — Вятка от истока до города Киров, без реки Чепца, речной подбассейн реки — Вятка. Речной бассейн реки — Кама.
По данным геоинформационной системы водохозяйственного районирования территории РФ, подготовленной Федеральным агентством водных ресурсов:
- Код водного объекта в государственном водном реестре — 10010300212111100032102
- Код по гидрологической изученности (ГИ) — 111103210
- Код бассейна — 10.01.03.002
- Номер тома по ГИ — 11
- Выпуск по ГИ — 1